# Stefano Margoni
Stefano Margoni (Pozza di Fassa, 12 maggio 1975) è un ex hockeista su ghiaccio italiano, di ruolo attaccante.

## Carriera

### Club
Stefano Margoni esordì in Serie A con la maglia dell'Hockey Club Val di Fassa, la squadra della propria valle, nella stagione 1991-1992. Con la maglia dei fassani disputò quattordici stagioni consecutive, solo una delle quali in Serie A2, nel 1996-97. Quell'anno Margoni raccolse 55 punti in 39 gare riportando subito la formazione in Serie A. La sua miglior stagione nel massimo campionato italiano fu quella 1999-2000, quando in 30 gare di stagione regolare totalizzò 42 punti. Margoni rimase a Canazei fino al 2005, dopo aver superato il traguardo delle 400 gare con la maglia dei fassani.
Dopo una sola stagione trascorsa con l'Hockey Club Bolzano nel 2006 cambiò squadra e si accasò al Pontebba. Con la formazione friulana Margoni ottenne il primo trofeo in carriera, conquistando l'edizione 2007-2008 della Coppa Italia, segnando inoltre la rete decisiva contro l'Alleghe Hockey.
Dalla stagione 2009-10 Margoni ritornò a giocare in Val di Fassa, concludendo quattro stagioni con almeno 20 punti realizzati in stagione regolare. In totale ottenne 119 punti in 177 gare di campionato.
Nel 2013 si trasferì all'Hockey Club Neumarkt-Egna, squadra iscritta per la prima volta alla Inter-National-League. Al termine della stagione vinse l'Inter-National-League.

### Nazionale
Margoni esordì con la Nazionale italiana prendendo parte ai campionati europei Under-18 nel 1993, per poi giocare anche due mondiali Under-20 di Prima Divisione.
A partire dal 1996 invece entrò a far parte del giro della selezione maggiore, partecipando a dodici mondiali e ai giochi di Nagano 1998 e Torino 2006. Fino al 2010 ha totalizzato 92 presenze in gare ufficiali, vincendo due titoli di Prima Divisione.

## Palmarès

### Club
- Inter-National-League: 1

Egna: 2013-2014
- Coppa Italia: 1

Pontebba: 2007-2008

### Nazionale
- Campionato mondiale di hockey su ghiaccio - Prima Divisione: 2

Paesi Bassi 2005, Polonia 2009